# Budynek Sądu Grodzkiego w Tyczynie
Budynek Sądu Grodzkiego w Tyczynie – zabytkowy budynek znajdujący się w Tyczynie w województwie podkarpackim, wpisany do rejestru zabytków województwa podkarpackiego.

## Historia
Budynek powstał w latach 1892-1894 na działce wynajętej w 1882 roku od gminy. Pierwotnie mieścił się w nim c. k. Sąd powiatowy i c. k. Urząd podatkowy. W 1893 sędzią powiatowym był Mieczysław Jabłoński, a poborcą Sebastian Ślusarek. W październiku 1918 roku dezerterzy zdemolowali budowlę i zniszczyli wszystkie akta.
W latach 50 XX w. sąd przeniesiono do Rzeszowa. Wówczas w budynku działać zaczęła szkoła podstawowa, która wykorzystywała go do roku szkolnego 1973/1974. Do 1991 roku w budowli działało przedszkole.
W latach 1990-1992 przeprowadzono prace remontowo-konserwatorskie, w ramach których wymieniono obróbki blacharskie i stolarkę okienną oraz osuszono obiekt. W 1998 roku przekazano go w użytkowanie Wyższej Szkole Społeczno-Gospodarczej w Tyczynie. Od 2008 roku w budynku mieścił się Wydział Zamiejscowy Wyższej Szkoły Informatyki i Zarządzania w Rzeszowie. Do momentu likwidacji w 2013 roku gmach był siedzibą Związku Międzygminnego „Wisłok”. W 2017 roku w budynku utworzono wypożyczalnię sprzętu medycznego Caritas.

## Architektura
Budynek reprezentuje styl eklektyczny. Wybudowany jest na rzucie prostokąta. Ma dwie kondygnacje nadziemne i jest częściowo podpiwniczony. Ściany są wymurowane z cegły i otynkowane. Dach budynku jest czterospadowy, kryty dachówką ceramiczną zakładkową. Więźba dachowa wykonana jest z drewna, konstrukcji krokwiowo-płatwiowej ze stolcami.
Budowla ma trzytraktowy układ wnętrza, z korytarzem w trakcie środkowym i klatką schodową na osi. W środku budynku zastosowano sklepienia kolebkowe, sklepienia kolebkowe z lunetami oraz stropy Kleina. W pomieszczeniu na parterze znajduje się jasnokremowy piec kaflowy z dekoracyjnym wzorem, zaś w narożnym pomieszczeniu na piętrze położony jest ozdobny parkiet taflowy.